# Tarnowa Łąka
Tarnowa Łąka (pol. hist. Tarnowa) – wieś w Polsce położona w województwie wielkopolskim, w powiecie leszczyńskim, w gminie Rydzyna.
W latach 1975–1998 miejscowość administracyjnie należała do województwa leszczyńskiego.

## Historia
Wieś istnieje co najmniej od pierwszej połowy XV wieku. Powstała na miejscu lasu zwanego „Tarnowa Łąka”. Dokument z 1410 mówi o lesie „Tarnowa Ląka”, który został przeznaczony do wykarczowania i gdzie miała powstać wieś o nazwie „Lubiatowa”. Nowa nazwa jednak się nie przyjęła i używano starej nazwy na nowo powstałą wieś. W 1446 odnotowano nazwę „Tharnowa”.
Tereny, na których leży wieś być może były zasiedlone wcześniej niż zachowane o niej archiwalne zapisy. Archeolodzy odkryli około 750 m na północny wschów od wsi kilka nieokreślonych „skorup”, pozostałości po ceramice o nieznanym datowaniu.
Miejscowość należała pierwotnie do dobr Rydzyna w Wielkopolsce i początkowo była własnością szlachecką, należącą do wielkopolskiej szlachty Rydzyńskich, którzy od nazwy posiadanej wsi Rydzyna przyjęli odmiejscowe nazwisko. W 1446 wieś znajdowała się w powiecie kościańskim Korony Królestwa Polskiego. W 1410 należała do parafii Rydzyna.
Pierwszy zapis pochodzi z dokumentu wystawionego w 1410 przez kancelarię biskupa poznańskiego Wojciecha Jastrzębca, który erygował nową parafię Rydzyna nadając jej m.in. przyszłe dziesięciny z opuszczonych lasów Tarnowa Ląka leżących za Kłodą i sięgających aż do lasu Masłowo, kiedy zostaną one wykarczowane oraz zasiedlone.
Najstarsza znana wzmianka o wsi pochodzi z 1446 i mówi o tym, że Jan Rydzyński syn Stefana zapisał swojej żonie Agnieszce posag oraz wiano na połowie połowy swoich dóbr Rydzyna, w tym na cz. wsi Tarnowa Ląka. W 1476 następuje podział majątku pomiędzy synów Jana Rydzyńskiego - braci Rydzyńskich Jana Starszego oraz Wojciecha Młodszego, którzy otrzymali Rydzynę wraz z wsiami Kłoda, Tarnowa Ląka, Dąbcze w powiecie kościańskim oraz Kaczkowo leżące wówczas na Dolnym Śląsku. Jan Starszy zapisał na tych dobrach posag i wiano swojej żonie Jadwidze. W 1479 Jadwiga wdowa po Janie Rydzyńskim zrzekła się swej oprawy zapisanej na 1/4 Rydzyny, Kłody, Dąbcza, Tarnowej Łąki i Kaczkowa, a jej synowie Piotr, Wojciech i Mikołaj zapisali jej wiano na Dąbczu.
W 1514 Piotr Rydzyński w działach z braćmi otrzymał połowę Rydzyny oraz przynależne do niej wsie, a w tym m.in. Tarnową Łąkę. W 1537 wieś należała do synów Jana Rydzyńskiego - Jana, Piotra, Wojciecha i Łukasza Rydzyńskich. W 1538 Wojciech Rydzyński zapisał swojej żonie Annie z Danaborza posag oraz wiano na połowie Rydzyny wraz z wsiami, w tym Tarnową Łąką. W 1543 oraz 1555 zapisał swojej drugiej żonie Annie Jaktorowskiej posag oraz wiano na posiadanych wsiach w tym na Tarnowej Łące. W 1544 Łukasz Rydzyński zawarł z bratem Janem scholastykiem poznańskim układ o wzajemnym dziedziczeniu dóbr w Rydzynie, Kłodzie, Tarnowej Łące, Jarogniewicach, Gorzycach oraz Gorzyczkach. W 1546 zapisał on swojej żonie Annie Siedlnickiej posag oraz wiano na połowie swych dóbr, m.in. w Tatnowej Łące. W 1547 Wojciech Rydzyński sprzedał bractwu altarystów kościoła NMP w Kościanie 6 grzywien czynszu z Gorzyc, Gorzyczek, Tarnowej Łąki oraz Kłody za 100 grzywien. W 1560 Piotr Rydzyński pozwał przed sądem swoich braci Łukasza i Wojciecha Rydzyńskich o sumy uzyskane z korzystania przez nich ze wspólnych podmokłych lasów w Rydzynie oraz przyległych wsiach, a w tym w Tarnowej Łące. W 1579 w podziale majątku Łukasza Rydzyńskiego część wsi otrzymał Jan, a w 1580 w podziale synów Wojciecha Rydzyńskiego część Tarnowej Łąki otrzymał Gabriel.
Miejscowość odnotowano również w historycznych rejestrach poborowych. W 1510 we wsi było 7,5 łana oraz 3 kwarty osiadłe, a jeden łan był opuszczony. W 1563 miał miejsce pobór podatków od 11 łanów i 11 komornik. W 1566 pobrano podatki od 10 łanów osiadłych, karczmy dorocznej, 3 zagrodników i 4 komorników. W 1580 pobór odbył się od 7 i 3/4 łanów, dwóch zagrodników oraz dwóch komorników.
W rękach Rydzyńskich pozostawała do lat 80. XVII w., istniały wówczas dwa folwarki, które przeszły w ręce Leszczyńskich. Folwark należał do klucza rydzyńskiego do 1937r., kiedy właścicielem została Gromada Tarnowa Łąka. Do czasu rozbiorów leżała w Rzeczypospolitej Obojga Narodów. Wskutek II rozbioru Polski w 1793, miejscowość przeszła pod władanie Prus i jak cała Wielkopolska znalazła się w zaborze pruskim.
Intensywny rozwój nastąpił pod koniec XIX wieku. We wsi były wówczas 3 karczmy, szkoła podstawowa, sklep, straż pożarna, świetlica wiejska, oraz leśniczówka. Od połowy XIX wieku zmianie ulegał skład narodowościowy mieszkańców. Niemcy wyjeżdżali do pracy w Zagłębiu Ruhry, a ich gospodarstwa, dzięki kredytom w Bankach Ludowych księdza Piotra Wawrzyniaka, kupowali Polacy. Był to klasyczny przykład klęski hakatowskiej polityki germanizacyjnej.
W wyniku Traktatu Wersalskiego wieś przekazano Polsce, gdyż ponad połowa ludności była Polakami. W okresie międzywojennym wieś leżała 2 km od granicy państwa. W pobliżu mieściła się strażnica pograniczników. Pomimo tego znaczna część mieszkańców utrzymywała się z przemytu. W okresie międzywojennym w miejscowości stacjonowała placówka 17 batalionu celnego, a potem placówka Straży Granicznej I linii „Tarnowa Łąka”. Akcja polonizacyjna (m.in. zajęcia w szkole od połowy lat dwudziestych odbywały się wyłącznie po polsku), oraz trudna sytuacja ekonomiczna spowodowały dobrowolny wyjazd większości Niemców na sąsiedni Śląsk i do Nadrenii. Tuż przed II wojną światową grupa rezydujących Niemców zbiegła za granicę, a następnie po wkroczeniu administracji niemieckiej wróciła jako funkcjonariusze NSDAP i Hitlerjugend. Nastąpił okres represji niemieckich wobec Polaków, którzy nie przyjęli Volkslisty. Po II wojnie światowej wysiedlono pozostałych Niemców, a ich gospodarstwa przejęli Polacy.
W okresie socjalizmu nastąpił upadek wsi. Liczba domów zmniejszyła się o ok. 30%, co widać po numeracji. Szczególnie dotyczyło to części przy lesie. Na początku lat 50. w "resztówce" dawnego majątku utworzono spółdzielnię produkcyjną (tzw. kołchoz), która rozpadła się po 4 latach. Pod koniec lat 50. wieś zelektryfikowano.
W latach 60. we wsi działało Kółko Rolnicze oraz klubokawiarnia. W latach 70. zlikwidowano istniejącą ponad 100 lat szkołę podstawową. W 1988r. wybudowano kaplicę pw. Podwyższenia Krzyża Świętego; 10 lat później we wsi został położony asfalt.

## Dane statystyczne
Powierzchnia 1 566,4 ha, w tym:
- użytki rolne 1 004,58 ha
- lasy 468,62 ha
- drogi i zabudowania 57,12 ha
- wody 29,8 ha
- nieużytki 6,28 ha.

## Transport i komunikacja
Przez wieś przebiega droga powiatowa nr 21 209, która łączy się z drogą powiatową nr 21 302 (Poniec-Góra).
Głównym przewoźnikiem w Tarnowej Łące jest Miejski Zakład Komunikacji w Lesznie; autobusy linii nr 12 codziennie wykonują kursy na trasie Tarnowa Łąka ↔ Leszno, zapewniając transport do szkół, pracy i sklepów w pobliskim Lesznie.

### Szlaki rowerowe
Miejscowość posiada niezliczoną ilość terenów leśnych; przez wieś przebiegają dwie powiatowe ścieżki rowerowe (ścieżka nr 11 i 13), co w połączeniu z dokładną mapą wielkopolskich szlaków rowerowych, sprawia, że Tarnowa Łąka i okolicę są idealnym miejscem do sportów rowerowych.

## Przyroda
Półtora kilometra za miejscowością przepływa Rów Polski, który po obfitych i długotrwałych opadach wylewa, tworząc rozległe rozlewiska, które stają się miejscami żerowania żurawi, dzikich kaczek, łabędzi oraz innego ptactwa wodnego. Na terenach zielonych można napotkać m.in.:
- Orła Bielika
- Żurawia Czarnego

Są to gatunki objęte ochroną, które zamieszkują jedynie czyste środowiska.
Na północ od miejscowości widoczna jest typowa rzeźba polodowcowa; w większości jednak teren jest płaski z nielicznymi wzniesieniami. Gleba jest raczej uboga w składniki mineralne (V i VI klasa gleby). Większość w lasach stanowią sosny i świerki

## Ciekawostki
- Na północ od wsi, wzdłuż linii kolejowej w latach 2012-2014 ma powstać droga ekspresowa S5 (Poznań-Leszno-Wrocław).
- Tarnowa Łąka posiada zatwierdzony plan odnowy miejscowości w latach 2009-2018.
- BIP